# Ammazza quant è bra'/Andiamocene a casa
 Ammazza quant è bra'/Andiamocene a casa è un singolo di Pippo Franco con la partecipazione di Laura Troschel, pubblicato dalla Lupus nel 1979.

## Ammazza quant è bra'
Nel 1979 Pippo Franco e Laura Troschel prendono parte al varietà C'era una volta Roma, scritto da Mario Castellacci e Pier Francesco Pingitore, una rivisitazione in chiave comica dei più noti avvenimenti storici che hanno avuto protagonista la città di Roma. Il cast, ol tre alla coppia di attori, era composto dal noto gruppo de Il Bagaglino.
La sigla ufficiale del programma, Ammazza quant è bra' fu scritta da Mario Castellacci, Pier Francesco Pingitore e lo stesso Pippo Franco, su musica e arrangiamenti di Bruno Canfora.
L'arrangiamento presente sul 45 giri è leggermente diverso rispetto a quello della versione televisiva.

## Andiamocene a casa
Andiamocene a casa è la canzone pubblicata sul lato B del singolo, scritta da Aldo Angeletti, Dino Finocchi, Mike Casanova e lo stesso Pippo Franco, su arrangiamenti di Alessandro Alessandroni.

## Edizioni
Il singolo fu pubblicato in Italia con numero di catalogo LUN 4902 su etichetta Lupus, distribuito dalla Dischi Ricordi.